# スミザーズオアシス
スミザーズオアシス（Smithers-Oasis）社はアメリカオハイオ州に本社を置き、世界各地に支社（現地法人を含む）を有する企業である。日本には現地法人であるスミザーズオアシス・ジャパン株式会社（東京都・中野区）が設けられており、活発な営業活動と製品開発が行われている。
主要製品はフローラルフォームで、商品名オアシス (OASIS®) は登録商標である。フローラルフォームは、吸水性の高い多孔質のスポンジで、花屋やフラワーデザイナーが花を固定する土台や、農業の育苗用培地などに用いる。会社は、オアシスの開発により、1954年に設立された。
オアシスは主に発泡体合成樹脂を原料とし、セル構造と発泡技術により、その品質を大きく左右するが、スミザーズオアシス社は創業以来50年に渡り、大学の研究室や研究機関との協力の下に研究を重ねており、品質の向上と自然環境保護の立場から、芸術と科学の両面より取り組んでいる。